# ジョージ・ウォーカー・クロウフォード
ジョージ・ウォーカー・クロウフォード（George Walker Crawford, 1798年12月22日 - 1872年7月27日）は、アメリカ合衆国の政治家。1843年から1847年までジョージア州知事を、1849年から1850年までアメリカ合衆国陸軍長官を務めた。

## 生い立ちと家族
1798年12月22日、クロウフォードはジョージア州コロンビア郡において誕生した。クロウフォードは1820年にニュージャージー大学（現在のプリンストン大学）を卒業し、文学士号を取得した。クロウフォードは法律を学び、1822年に弁護士として認可を受けた。クロウフォードはジョージア州オーガスタでヘンリー・ハーフォード・カミングとともに弁護士業を開業した。クロウフォードは1826年にジョージア大学から文学修士号を贈られた。

## ジョージア州検事総長
1827年、ジョージア州知事ジョン・フォーサイスは、不在となっていたジョージア州検事総長のポストにクロウフォードに任命した。同年、クロウフォードは自身の父親に関する出版物に抗議をし、執筆主であるトマス・E・バーンサイドに決闘を申し込んだ。決闘は翌1828年1月5日にアラバマ州フォート・ミッチェルのチャタフーチ川西岸で行われた。クロウフォードはバーンサイドに3発の銃弾を命中させ、勝利した。バーンサイドはその場で死亡した。この事件はクロウフォードの経歴に傷を残さず、クロウフォードは1831年まで検事総長を務めた。

## ジョージア州下院議員とアメリカ合衆国下院議員
1837年、クロウフォードはリッチモンド郡から州下院議員に選出された。クロウフォードは財政上の保守主義者として有名になった。1842年、連邦下院議員リチャード・ハーバーシャムの死去に伴う欠員補充のため、クロウフォードはホイッグ党から後任の連邦下院議員に選任された。クロウフォードは1843年1月から任期満了となる3月までの2ヶ月弱、連邦下院議員を務めた。

## ジョージア州知事
1843年、クロウフォードは州知事選挙でマーク・アンソニー・クーパーを破って州知事に当選した。クロウフォードは州知事として、ジョージア中央銀行の廃止に着目し、経済的健全性を求めて建物を刑務所に改装した。またクロウフォードはウェスタン・アンド・アトランティク鉄道の延伸を支援した。クロウフォードは1845年に州知事再選を果たした。
クロウフォードは州知事としての2期目に、州議会の選挙区割り見直しや州最高裁判所の設置などを行った。クロウフォードは地域の問題に集中して取り組んだ。クロウフォードは3期目の州知事には立候補しなかった。クロウフォードはホイッグ党の歴史において唯一のジョージア州知事となった。

## アメリカ合衆国陸軍長官

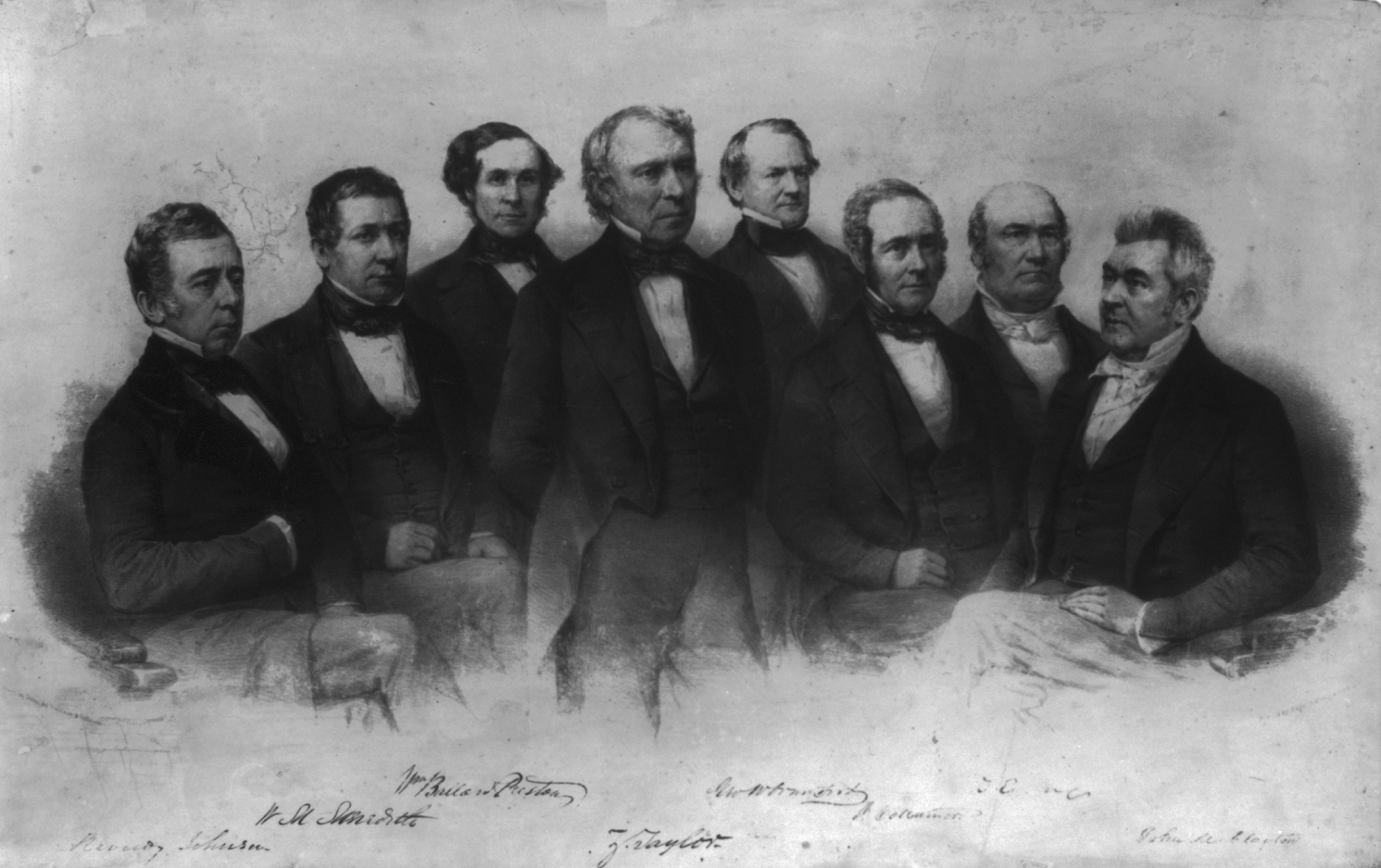
テイラー大統領とその閣僚

1849年にザカリー・テイラーが大統領となると、クロウフォードは陸軍長官に任命された。クロウフォードは陸軍長官として、連邦政府が先住民族ジョージ・ガルフィンの子孫に対して移住を求めた問題に関与し、クロウフォードは問題解決のため多額の分担金を受け取った。1850年にテイラー大統領が急死すると、間もなくクロウフォードも陸軍長官を辞任した。

## 晩年
クロウフォードは陸軍長官を退いた後、およそ10年間に渡って隠居生活を送った。1861年、クロウフォードはジョージア州連邦離脱会議にリッチモンド郡代表として選出された。クロウフォードは会議において議長に選出され、連邦離脱の投票過程を監督した。
1872年7月27日、クロウフォードはジョージア州オーガスタ近郊の村「ベル・エア」の地所で死去した。クロウフォードの遺体はオーガスタ市内のサマーヴィル墓地に埋葬された。

## 家族
クロウフォードの父親はアメリカ独立戦争の退役兵ピーター・クロウフォード、母親はピーターの従妹メアリー・アン・クロウフォード (Mary Ann Crawford, 1769-1852) であった。クロウフォードの祖先は、17世紀中頃にバージニア植民地に入植したジョン・クロウフォードへと遡ることができる。
1826年5月4日、クロウフォードはメアリー・アン・マッキントッシュ (Mary Ann Macintosh, 1801-1878) と結婚した。2人の間には4人の子供が生まれた。
1. ウィリアム・ピーター・クロウフォード (William Peter Crawford, 1832-1891)
2. サラ・マッキントッシュ・クロウフォード (Sarah Macintosh Crawford, 1834-1915)
3. アンナ・エリザベス・クロウフォード (Anna Elizabeth Crawford, 1836-1853)
4. チャールズ・A・クロウフォード (Charles A. Crawford, 1839-1848)